# Chapelle-d'Armentieres Old Military Cemetery
Chapelle-d'Armentières Old Military Cemetery is een Britse militaire begraafplaats met gesneuvelden uit de Eerste Wereldoorlog, gelegen in de Franse gemeente La Chapelle-d'Armentières in het Noorderdepartement. De begraafplaats ligt in het dorpscentrum, zo'n 100 meter ten westen van de kerk langs de weg naar Armentières. Ze heeft een langwerpige vorm en wordt omgeven door een natuurstenen muur. De begraafplaats werd ontworpen door William Cowlishaw en wordt onderhouden door de Commonwealth War Graves Commission. Centraal vooraan staat het Cross of Sacrifice.
Er rusten 103 Britse gesneuvelden, waaronder 3 niet geïdentificeerde. 

## Geschiedenis
Tijdens de Eerste Wereldoorlog liep het front door La Chapelle-d'Armentières. Het dorp was het grootste deel van de oorlog in geallieerde handen. De begraafplaats werd gestart in oktober 1914 en tot oktober 1915 gebruikt door gevechtseenheden en hospitaaltroepen van de 6th Division. Tijdens het Duitse lenteoffensief in april 1918 werd het dorp door hen veroverd maar in oktober daaropvolgend opnieuw veroverd door Britse troepen. Daarna werd vlakbij de Chapelle-d'Armentieres New Military Cemetery in gebruik genomen.

## Graven

### Minderjarige militair
- J. Bisset, soldaat bij de Durham Light Infantry was slechts 16 jaar toen hij sneuvelde op 2 oktober 1915.

### Alias
- soldaat J. Swift diende onder het alias J. Smith bij het 1st Bn.Royal Scots.

### Gefusilleerde militairen
- korporaal Alfred Atkinson van het 1st Bn. West Yorkshire Regiment werd wegens desertie gefusilleerd op 2 maart 1915. Hij was 24 jaar.
- soldaat Ernest Kirk van het 1st Bn. West Yorkshire Regiment werd wegens desertie gefusilleerd op 6 maart 1915.
- Alexander Chisholm, korporaal bij de Royal Engineers werd wegens moord gefusilleerd op 17 mei 1915. Hij was 31 jaar.[1]